# Francesco Venturelli
Francesco Venturelli (Ganaceto di Modena, 18 gennaio 1888 – Fossoli, 15 gennaio 1946) è stato un presbitero italiano, parroco di Fossoli, addetto all'assistenza dei prigionieri del campo di concentramento di Fossoli, medaglia d'oro al valor civile.

## Biografia
Francesco Venturelli nacque a Ganaceto di Modena il 31 marzo 1887. Fu ordinato sacerdote il 20 settembre 1913 a Carpi. Inviato come cappellano di Santa Maria Maggiore a Mirandola, dopo il servizio militare, rientrò in parrocchia dove sperimentò il nuovo metodo scout.  Nel 1935 fu nominato parroco di Fossoli, vicino a Carpi, ed era addetto alla assistenza dei prigionieri nel campo di concentramento di Fossoli (a partire dal 1942), situato nel territorio della sua parrocchia.
Prima della fine della guerra assistette i prigionieri del campo alleati e partigiani, e dopo la fine della guerra assistette i prigionieri del campo, o militari che avevano combattuto al servizio dello sconfitto regime o civili collaboratori dello sconfitto regime.
Inizialmente il campo era destinato a prigionieri di guerra inglesi. Vi era un cappellano cattolico che era in stretto contatto con il "parroco" Venturelli. Dopo l'8 settembre il campo passò direttamente alle forze tedesche che evacuarono i primitivi detenuti per trasformarlo in un campo di transito per ebrei. L'opera di don Francesco Venturelli s'intensificò e fu particolarmente apprezzata dalle organizzazioni ebraiche.
Dopo la liberazione il campo divenne luogo di detenzione per militari e civili fascisti e, con uguale spirito, Venturelli fornì l'assistenza spirituale anche ai "nuovi ospiti" del campo.

### Gli avvertimenti
Nel dopoguerra introdusse nel Campo La lanterna, il foglio dei Francescani di San Cataldo, classificato antidemocratico dal foglio dell'ANPI La Voce del Partigiano.

### L'assassinio
Nella notte del 15 gennaio 1946 uno sconosciuto lo pregò di seguirlo per assistere un ferito. La mattina del 16 gennaio lo trovarono ucciso.  Un colpo di pistola a bruciapelo lo colpì a morte. Il vescovo Dalla Zuanna il 18 gennaio presiedette i funerali, per i quali impose un profilo basso e il mese dopo celebrò una solenne messa di suffragio in Cattedrale.
La DC di Modena accusò il giornale dell'ANPI, la polemica politica divampò assai dura.
Rimane uno dei fatti più controversi perché i familiari e molti conoscenti l'attribuirono sempre al contesto di fatti interni al campo di Fossoli di cui Don Francesco nonostante il suo lavoro di assistenza era venuto in qualche modo a conoscenza.

## Pubblicità dei fatti
Già nei primi anni cinquanta, sulla scia dei fatti delittuosi, il vescovo di Reggio Emilia, Beniamino Socche, a capo di un comitato appositamente istituito, tentò di ottenere l'autorizzazione a erigere un monumento al cosiddetto «prete ignoto», ma la sua iniziativa non ebbe successo.
I coniugi Elena Aga-Rossi (docente universitaria di Storia contemporanea) e Viktor Zaslavskij (esperto di storia dei rapporti italo-sovietici), dopo l'apertura degli archivi di Stato dell'ex-URSS, ebbero lo spunto per una nuova analisi di tali avvenimenti alla luce dei rapporti del PCUS con i suoi partiti fratelli (ivi incluso, quindi, il PCI). La tesi dei due studiosi, esposta anche in un'intervista al giornalista e scrittore Roberto Beretta dalle colonne di Avvenire, è che il PCI all'epoca, se non proprio favorirla, quantomeno tollerò e coprì la soppressione di esponenti di categorie (borghesi, sacerdoti, possidenti) che in un'ottica di breve-medio periodo potessero costituire un impedimento materiale e culturale-ideologico all'espansione comunista.
Le ricostruzioni operate in occasione delle commemorazioni, anche a distanza di anni quindi, non vanno affatto nella stessa direzione, e molti dubbi rimangono per le eterogeneità delle situazioni esistenti nel campo profughi.

## Onorificenze
Il 13 giugno 2006 gli viene conferita la medaglia d'oro al valor civile dal presidente della repubblica Carlo Azeglio Ciampi

## Riconoscimenti
La città di Carpi gli ha intitolato un piazzale e una pista ciclabile. Una via gli è dedicata anche a Castel Goffredo e a Mirandola.
Nell’agosto 2021 nel corso delle celebrazioni per il 75° anniversario della morte il Gruppo Scintilla di Carpi ha presentato al vescovo Erio Castellucci l’esito di una petizione, sottoscritta da centinaia di diocesani, per chiedere l’avvio della Causa di Beatificazione. Il 18 gennaio 2025, per iniziativa del Gruppo Scintilla e della Diocesi di Carpi, è stato inaugurato a Fossoli, sul luogo dell’assassinio, un cippo a ricordo del sacrificio eroico di don Venturelli. È di prossima pubblicazione una nuova ricerca biografica e storica su don Venturelli.
Il ministro degli interni il 25 aprile 2006 ebbe a dire:
Non conosciamo il nome di chi poi lo uccise barbaramente. Ma sentiamo viva e attuale l'eredità che egli ci ha lasciato, un'eredità nella quale amore cristiano e virtù civiche si saldano tra loro per riaffermare, allo stesso tempo, incrollabile fiducia nel destino dell'uomo e radicale rifiuto dell'odio razziale, della violenza politica,e del disprezzo della vita.
I "ribelli per amore" furono tanti in quegli anni. Molti resteranno sconosciuti, perché il loro valore silenzioso si nasconde facilmente nelle pieghe della storia»
(Ministro dell'Interno Pisanu, 25 aprile 2006)
.